# جيرد ولف
جيرد ولف (بالألمانية: Gerd Wolf) (و. 1933 – م) هو فيزيائي من ألمانيا .

## جوائز
حصل على جوائز منها:
- وسام الجدارة من الدرجة الأولى صنف الاستحقاق من جمهورية ألمانيا الاتحادية (2005)
- وسام الجدارة من الدرجة الأولى صنف الاستحقاق من جمهورية ألمانيا الاتحادية.